# Michael Klim
Michael Klim (ur. 13 sierpnia 1977 roku w Gdyni) – pływak australijski pochodzenia polskiego, mieszkający w Melbourne. Wielokrotny medalista mistrzostw świata i igrzysk olimpijskich. Urodził się w Polsce, jego rodzina wyemigrowała do Australii z powodów politycznych.
Michael Klim został po raz pierwszy wybrany do reprezentacji Australii w 1994 roku. W 1998 roku w Mistrzostwach Świata w pływaniu w Perth zdobył 4 złote medale, w tym dwa indywidualnie (200 m stylem dowolnym, 100 metrów delfinem). Ponadto zdobył dwa srebrne medale na 100 m i 50 stylem dowolnym. W 1997 r. najlepszym pływakiem na Świecie.
W 1999 roku pobił rekord świata na 100 m delfinem (51,81 s). W 2000 roku na Olimpiadzie w Sydney w sztafecie 4x100 m stylem dowolnym zdobył złoty medal pokonując drużynę Stanów Zjednoczonych.
W latach 2002–2003 Klim nie startował w żadnych zawodach z powodu kontuzji pleców i barku.
Na Igrzyskach w Atenach w 2004 r. Klim zdobył srebrny medal w sztafecie 4x200 m.
Ma żonę, byłą modelkę, Lindę Rama pochodzącą z Bali, a wychowaną na Tasmanii. W 2006 r. urodziło im się pierwsze dziecko - córka Stella.
Został odznaczony Orderem Australii.
W lutym 2011 r. ogłosił powrót do pływania.

## Rekordy świata
| Data             | Miejsce  | Basen      | Konkurencja             | Rezultat  | Status                                        |
| ---------------- | -------- | ---------- | ----------------------- | --------- | --------------------------------------------- |
| 16 września 2000 | Sydney   | 50-metrowy | 100 m stylem dowolnym   | 48.18 min | do 19 września 2000 Pieter van den Hoogenband |
| 9 września 1997  | Brisbane | 50-metrowy | 100 m stylem motylkowym | 52.15 min | do 10 grudnia 1999                            |
| 10 grudnia 1999  | Canberra | 50-metrowy | 100 m stylem motylkowym | 52.03 min | do 12 grudnia 1999                            |
| 12 grudnia 1999  | Canberra | 50-metrowy | 100 m stylem motylkowym | 51.81 min | do 25 lipca 2003 Andrij Serdinow              |